# Juan López (Chile)
Juan López es una localidad chilena de la comuna, provincia y región de Antofagasta. Se encuentra a 20,5 km de Antofagasta (la ciudad más cercana) y a 40 km de Mejillones. Es una de las localidades que permanecen dentro de la Península de Mejillones y cercana al Parque Nacional Cerro Moreno, es orillada por el Océano Pacífico, específicamente la bahía Moreno y conectada por la Ruta B-440 y Ruta 1. Su población hace ilusión a un pueblo, con 1.466 habitantes según el Instituto Nacional de Estadísticas (INE 2019).

## Historia
Juan López es una localidad cual cuyo nombre hace alusión al explorador y "primer habitante chileno" Juan "Chango" López de la posible fundación de Antofagasta, en ese tiempo parte de Bolivia, y marchó adentro de la Península de Mejillones, donde, en las costas donde actualmente se ubica el Balneario Juan López, se estableció junto a su familia en 1845, ya recién en 1862, se solicitó a las autoridades bolivianas la merced de esas tierras para fortalecerse gracias a la pesca y explotación minera sobre el cobre y el guano.

Para posterior anexión de la Provincia del Litoral de Atacama hacia Chile, la que es actual Región de Antofagasta, Juan López sufrió un incremento poblacional, que derivó a la creación de la entidad urbana.

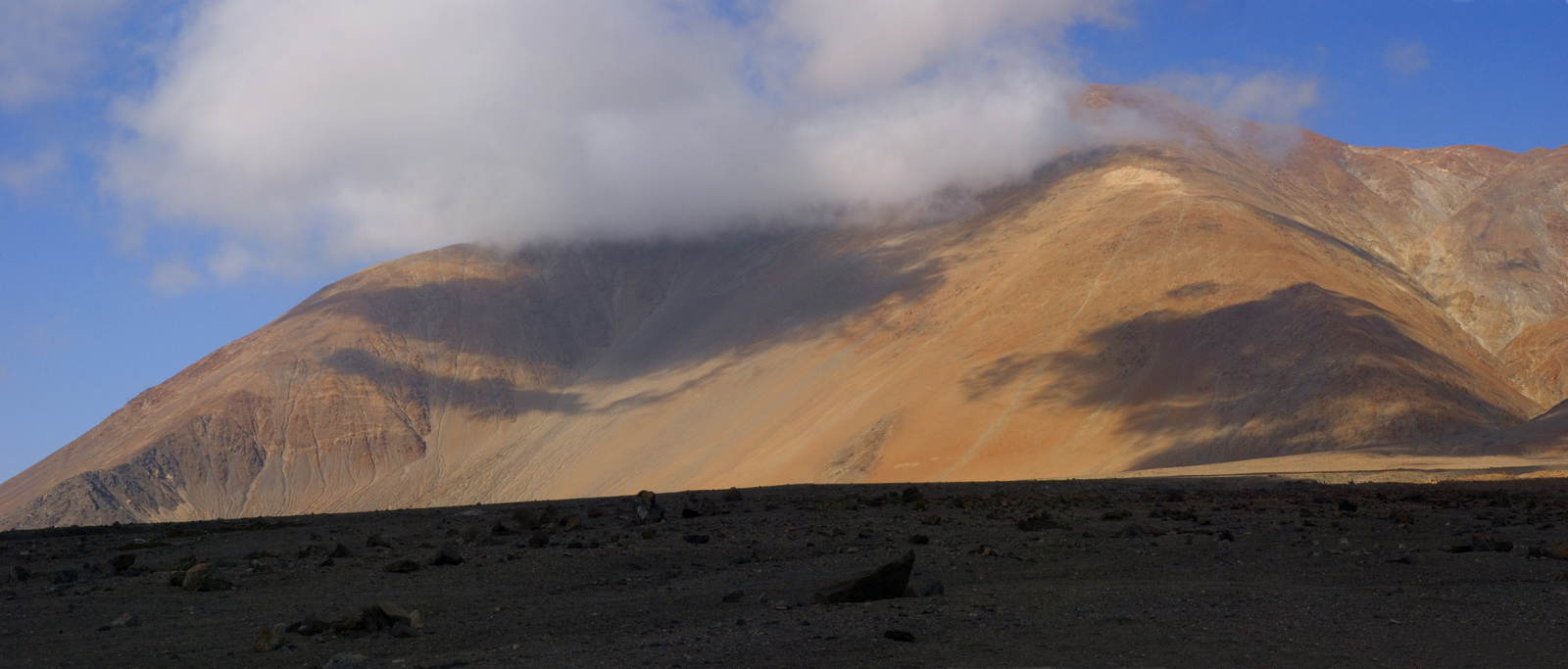
Morro Moreno, ubicado a 6,4 km de Juan López

## Actividades

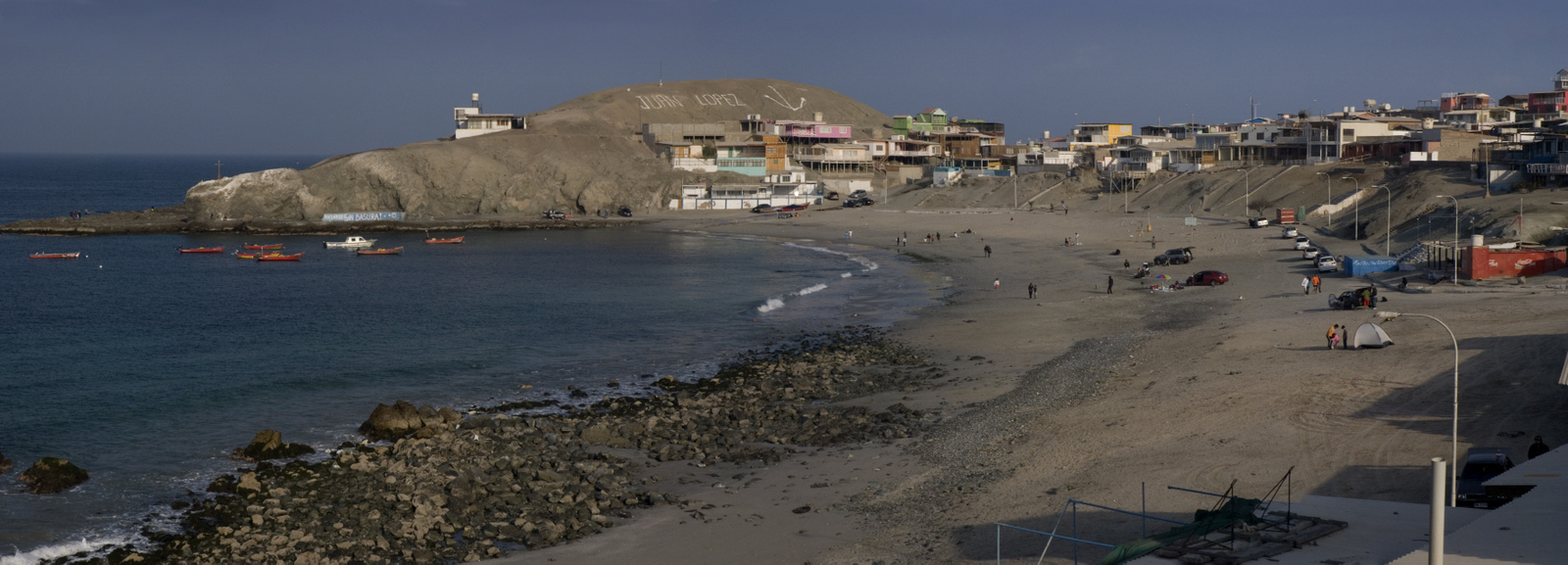
Balneario Juan López

Juan López se basa económicamente de la pesca artesanal y manual de mariscos, además de aprovechar el turismo generado por el cercano Parque Nacional del Cerro Moreno ubicado a tan solo 6,4 km de distancia y al Monumento Natural La Portada, ubicado a 23 km.

## Geografía
La Geografía de Juan López está compuesta por su forma de herradura proveniente del Cerro Moreno, evitando los vientos fuertes de la zona, además de poseer un clima calmo y templado a pesar de las condiciones o estaciones climáticas, variando un clima de 16 - 24 grados celsius. mantiene una altura de 40 metros sobre el nivel del mar.